# Steven Naismith
Steven John Naismith (ur. 14 września 1986 w Irvine) – szkocki piłkarz występujący na pozycji napastnika w angielskim klubie Norwich City oraz w reprezentacji Szkocji.

## Kariera klubowa

### Kilmarnock
Naismith zadebiutował w seniorskiej piłce w sezonie 2003/04 w meczu przeciwko Hibernian w kwietniu 2004. W swoim pierwszym sezonie pomógł drużynie Kilmarnock U-19 wygrać Scottish Youth Cup, ogrywając Rangersów w stosunku 1-0 na Rugby Park. Swojego pierwszego seniorskiego gola dla Kilmarnock strzelił w zremisowanym 2-2 spotkaniu z Hearts.
W sezonie 2005/06 zdobył nagrodę Młodego Piłkarza Roku. Ten sezon zakończył z 13 trafieniami na koncie. W Kilmarnock potwierdzał swoją wszechstronność grając zarówno w ataku jak i jako lewy lub ofensywny pomocnik. Kiedy mieszkał w Stewarton, uczęszczał do szkoły podstawowej w oraz ukończył tamtejszą akademię. W tym czasie grywał w lokalnej drużynie Stewarton Annick w kategoriach juniorskich. Później, zanim podpisał profesjonalny kontrakt z Kilmarnock, rozgrywał mecze w ich młodzieżowej drużynie.
Jego forma spowodowała zainteresowanie ze strony Arsenalu, w którym to przebywał na 2 dniowym okresie testowym w sierpniu 2006 roku. W tym samym miesiącu Kilmarnock odrzuciło siedmiocyfrową ofertę za Stevena pochodzącą z Southampton. Naismith strzelił swojego pierwszego hat-tricka w profesjonalnym futbolu w wygranym 3-0 półfinale Pucharu Ligi Szkockiej przeciwko Falkirk. Na koniec sezonu 2006/07 odebrał nagrodę za Młodego Piłkarza Roku przyznawaną przez Szkocją Federację Piłkarską.
W czerwcu 2007 roku Rangersi złożyli ofertę za Naismitha opiewającą na sumę około 400,000 funtów, którą to kierownictwo Kilmarnock wyśmiało. Cała sytuacja rozdrażniła Naismitha i ten zażądał wystawienia na listę transferową. Agent młodego Szkota skrytykował zarząd Kilmarnock za to, że nie przyjął oferty klubu, który jest jego ulubionym zespołem z dzieciństwa i stwierdził, że oferty klubu z Ibrox Park będą jedynymi, które jego klient będzie wysłuchiwał. BBC Sport donosiło, że Kilmarnock było blisko zaakceptowania oferty w wysokości 2 mln £ złożonej przez największego rywala Rangersów - Celtic F.C. Krótko po tym Naismith wycofał swoją prośbę o wystawienie na listę transferową.

### Rangers
W sierpniu 2008 Sky Sports podało do wiadomości publicznej, że Kilmarnock ostatecznie zaakceptowało ofertę Rangersów wynoszącą 1,9 mln £. Naismith podpisał kontrakt zaledwie na 19 sekund przed zamknięciem letniego okienka transferowego. Następnego dnia zagrał swoje pierwsze 7 minut w meczu przeciwko Gretnie. Swojego pierwszego gola w barwach Rangers strzelił 23 września 2007 w wygranym 3-0 spotkaniu przeciwko Aberdeen.
Naismith został kontuzjowany podczas rozgrywania przez jego drużynę półfinału Pucharu Szkocji (mecz przeciwko St.Johnstone). Po operacji, którą przeszedł w maju 2008, Steven musiał pauzować prawie przez rok. Wrócił jednak do gry już w grudniu 2008 w meczu rezerw Rangers przeciwko St.Mirren. Swój powrót do pierwszego składu zanotował w styczniu 2009, właśnie w meczu przeciwko St.Johnstone znów w Pucharze Szkocji.

## Kariera międzynarodowa
Naismith strzelił swojego debiutanckiego gola dla drużyny Szkocji U-21 w wygranym 4-0 spotkaniu przeciwko Islandii U-21 w marcu 2006. W tym samym miesiącu strzelił swojego pierwszego gola dla drużyny Szkocji B w przegranym 2-3 spotkaniu przeciwko Turcji B.
Steven Naismith został po raz pierwszy powołany do seniorskiej kadry narodowej w czerwcu 2007 i zadebiutował w ostatnich minutach spotkania przeciwko Wyspom Owczym (2-0). Naismith był kapitanem reprezentacji Szkocji U-21 przez ponad rok i strzelił zwycięską bramkę w meczu przeciwko reprezentacji Czech U-21.

## Trofea
- Puchar Szkocji – 2009 z Rangers
- Mistrzostwo Szkocji - 2009 z Rangers